# Yellow Submarine (semisumergible)
El Yellow submarine es un buque semisumergible destinado al avistaje submarino de cetáceos, sobre todo ballenas, en el Golfo Nuevo, en Chubut, Argentina. Fue construido en el Astillero Naval Federico Contessi y Cía. Sociedad Anónima en Mar del Plata entre enero de 2012 y noviembre de 2013. Los armadores del proyecto fueron los titulares de la empresa que hoy gestiona su uso, Héctor Tiño Resnik y Julitte Decré. Además, fue el primer navío de estas características construido en Argentina.
El buque costó 3,5 millones de pesos. Julitte Decré fue la principal inversora, mientras que Tiño Resnik es el principal empresario de Southern Spirit Cruises, empresa de avistaje localizada en la misma ciudad que el Yellow Submarine.
Se basa en otras embarcaciones con similar destino utilizadas en Australia, el Caribe o el Mar Rojo desde Israel. Este navío cuenta con, sobre sus laterales y debajo de la línea de flotación, varias ventanas, las cuales le permiten al pasajero ver debajo del agua. Como el sitio donde funciona, Puerto Pirámides, no posee puerto por ser un área protegida, el navío permanece en el agua y la tripulación y los pasajeros deben acercarse al mismo mediante lanchas.
Fue botado en Mar del Plata el 9 de noviembre de 2013, y su traslado desde la costa bonaerense hasta el golfo chubutense se realizó por tierra ya que el buque no disponía ni dispone de suficiente potencia para realizar ese viaje por mar.

El traslado lo hacemos por tierra porque este barco no está motorizado para un trasladado por mar. Tiene motores para realizar avistajes no de uso continuo como si fuera un barco pesquero, entonces lo hacemos por tierra y esperamos que llegue entre el lunes y el miércoles.
Tiño Resnik, propietario de Southern Spirit S.A., gestora del uso del buque.

En el invierno de 2014 comienza a operar en aguas chubutenses.